# جون تشن
جون تشن (بالإنجليزية: Jun Chen)‏ هي عَالِمَة حاسوب وعالمة فلك أمريكية، ولدت في القرن العشرين.